# Roland de Montaubert
Pour les articles homonymes, voir Pierre Colin.
Roland de Montaubert, pseudonyme de Pierre Collin, né le 6 décembre 1913 à Aire-sur-la-Lys et mort le 18 avril 1983 à Villejuif, est un juge de paix français connu pour ses activités de romancier populaire et de scénariste de bande dessinée humoristique. Dans ce domaine, il a notamment écrit de 1948 à 1983 de nombreux épisodes des Pieds nickelés et de Bibi Fricotin.